# Луговое (Ленинградская область)
Луговое (до 1948 года Йоуссейла, Васкела, Лапанайнен, фин. Jousseila, Vaskela, Lapanainen) — посёлок в Запорожском сельском поселении Приозерского района Ленинградской области.

## Название
По постановлению общего собрания колхозников колхоза Стахановец зимой 1948 года деревня Йоуссейла получила наименование Луговая. Одновременно деревня Васкела получила переводное наименование Медное, но затем ей сменили название на Заповедное. В ходе дальнейшего укрупнения хозяйства все вышеперечисленные населённые пункты были объединены под общим названием Луговое.

## История

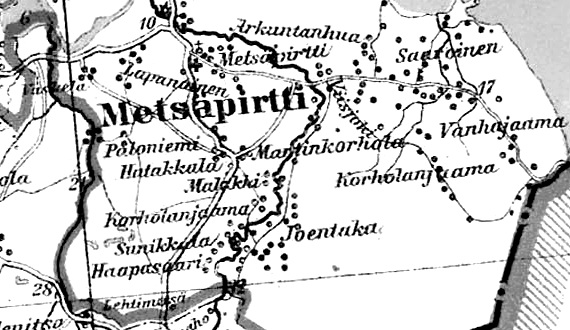
Деревни Васкела и Лапанайнен на карте 1923 года

До 1939 года деревни Йоуссейла, Васкела и Лапанайнен входили в состав волостей Метсяпиртти и Рауту Выборгской губернии Финляндской республики.
С мая 1940 года — в составе Малакского сельсовета Раутовского района Ленинградской области.
С 1 июля 1941 года по 31 мая 1944 года, финская оккупация.
С января 1945 года деревня стала учитываться в составе Сиркиянсаарского сельсовета Раутовского района.
С января 1949 года деревня стала учитываться как посёлок Луговое в составе Гражданского сельсовета Сосновского района.
С октября 1956 года — в составе Запорожского сельсовета Сосновского района.
С декабря 1960 года — в составе Приозерского района.
С 1 февраля 1963 года — в составе Запорожского сельсовета Выборгского района.
С 1 января 1965 года — вновь в составе Запорожского сельсовета Приозерского района. В 1965 году население посёлка составляло 109 человек.
По данным 1966, 1973 и 1990 годов посёлок Луговое входил в состав Запорожского сельсовета.
В 1997 году в посёлке Луговое Запорожской волости проживали 35 человек, в 2002 году — 44 человека (русские — 98 %).
В 2007 году в посёлке Луговое Запорожского СП проживали 25 человек, в 2010 году — 27 человек.

## География
Посёлок расположен в юго-восточной части района на автодороге 41А-025 (Ушково — Пятиречье).
Расстояние до административного центра поселения — 5 км.
Расстояние до ближайшей железнодорожной станции Сосново — 15 км.
Через посёлок протекает Лосиный ручей.

## Демография
| 2007 | 2010 | 2017 |
| ---- | ---- | ---- |
| 25   | ↗27  | ↗139 |

## Улицы
Дружбы, Новая, Праздничная, Речной переулок, Стахановская.